# テレシーズ
テレシーズは、静岡県のフジテレビ（FNN・FNS）系列の放送局・テレビ静岡のマスコットキャラクター。

## 概要
2003年、テレビ静岡がロゴ変更したときに採用されたキャラクター。2020年に静岡朝日テレビがココマルとデビマルの使用を終了したために、静岡県の民放で唯一使用されているマスコットキャラクターとなった。

## 特徴
シーズー犬をモチーフにし、頭が富士山の形をした男の子である。
種類はSUT公式ページによると「有山類富士目犬科」である。
好奇心旺盛で少しやんちゃ。趣味はサッカー。

## テレシーズの家族・友達
パパ
SUT制作部に勤務している。
ママ
専業主婦であり、料理上手。
にゃんぱち
テレシーズのペットの猫。勉強が得意。ドリブル競走でテレシーズに勝ったことがある。
しずティ
テレシーズのガールフレンドで、優等生・トレンドには敏感である。
紫君
クールで冷静。
オレンジちゃん
頭脳明晰でみんなの妹的存在。
黄色君
食いしん坊でおっとり。

## 作者
ハッキヨイ!せきトリくん、ノッポトッポちゃん、アオ・ゾーラ、ごはんぢゃワン、スパーキー他、多数のキャラクターをデザインしている、にしづかかつゆきによるもの。

## テレシーズのキャラクターソング
- 『テレシーズとあるこう！』　歌：井上あずみ　作詞：にしづかかつゆき　作曲：たなかひろかず
  - テレビ静岡のオープニング• クロージングの前後に放送されている。[1]

## コラボレート
2005年、ファミリーマートとの共同企画により「テレシーズ」を使用したアイスバーとおにぎりが販売された。
しずてつジャストライン唐瀬営業所のバス1台にテレシーズのラッピング広告が施されている。

## テレビ静岡の過去のキャラクター
- おはなし坊や（1973年 - 2002年頃、SUT開局5周年キャラクター）
- ごてんばあさん（1978年 - 不明、「ごてんばあさんの歌」より）[3]
- にじゅうまるくん（1988年、SUT開局20周年の年限定）

## 静岡県内テレビ他局のマスコットキャラクター
前述したとおり、静岡県の民放でマスコットキャラクターを使用しているのはテレビ静岡のテレシーズだけである。
- NHK静岡放送局 - しずくん